# České Velenice
České Velenice é uma cidade checa localizada na região da Boêmia do Sul, distrito de Jindřichův Hradec.